# 2013년 센트럴 리그 클라이맥스 시리즈
2013년 센트럴 리그 클라이맥스 시리즈(일본어: 2013年のセントラル・リーグクライマックスシリーズ, 영어: 2013 Central League Climax Series)는 2013년 10월에 개최된 일본 프로 야구 센트럴 리그의 클라이맥스 시리즈 경기이며, 이 경기에서의 경기 결과와 성적에 대해 설명한다.

## 개요
클라이맥스 시리즈는 일본 시리즈의 출전권을 내건 플레이오프 토너먼트이다. 히로시마 도요 카프는 1997년 이후 16년 만의 A클래스 진입에 성공, 클라이맥스 시리즈에 첫 출전하게 되었다.
또한 이 대회에는 특별 룰을 적용해 대전 팀 중 성적 상위팀이 비기더라도 승패가 결정될 가능성이 있는 경기에 대해서는 다음 경우 콜드게임을 채택한다.
1. 그 경기에서 연장 12회초(성적 하위팀 쪽) 종료 시점에 동점인 경우는 12회말(성적 상위팀 쪽)의 공격은 실시하지 않고 그 자리에서 바로 콜드게임으로 규정한다.
2. 12회초에 성적 하위팀 쪽이 앞서 나가다가 12회말 공격을 맞이했을 경우 성적 상위팀 쪽이 동점으로 따라붙는 단계에서 콜드게임으로 규정한다.

### 퍼스트 스테이지
2013년도 정규 시즌 2위 팀인 한신 타이거스와 3위 팀 히로시마 도요 카프가 3전 2선승제로 치렀고, 승리팀인 히로시마는 파이널 스테이지에 진출했다.
- 일시 : 10월 12일부터 10월 14일(예비일 : 10월 15일) ※15일까지 모든 경기를 소화할 수 없는 경우에는 중단됨
- 구장 : 한신 고시엔 구장

퍼스트 스테이지에 한정된 세븐일레븐이 주관 스폰서가 되면서 ‘2013 세븐일레븐 클라이맥스 시리즈 센트럴 퍼스트 스테이지’라는 이름으로 개최되었다.

### 파이널 스테이지
2013년도 정규 시즌 1위 팀인 요미우리 자이언츠(어드밴티지 1승이 미리 주어진다)와 퍼스트 스테이지 승리팀인 히로시마 도요 카프와의 6전 4선승제로 치렀고, 승리팀인 요미우리는 코나미 일본 시리즈 2013의 출전권을 얻었다.
- 일시 : 10월 16일부터 10월 21일(예비일 : 10월 22일·23일) ※23일까지 모든 경기를 소화할 수 없는 경우에는 중단됨
- 구장 : 도쿄 돔

파이널 스테이지에 한정된 앳홈이 주관 스폰서가 되면서 ‘2013 앳홈 클라이맥스 시리즈 센트럴 파이널 스테이지 ’라는 이름으로 개최되었다.

## 클라이맥스 시리즈 참가 팀 및 감독
| 팀 순위       | 소속               | 감독          | 정규시즌 성적 |
| ------------- | ------------------ | ------------- | ------------- |
| 정규 리그 1위 | 요미우리 자이언츠  | 하라 다쓰노리 | 84승 7무 53패 |
| 정규 리그 2위 | 한신 타이거스      | 와다 유타카   | 73승 4무 67패 |
| 정규 리그 3위 | 히로시마 도요 카프 | 노무라 겐지로 | 69승 3무 72패 |

### 대진표
|  | 퍼스트 스테이지(준결승) | 퍼스트 스테이지(준결승) |                                |      | 파이널 스테이지(결승) | 파이널 스테이지(결승) |
|  |                         |                         |                                |      |                       |                       |
|  |                         |                         |                                |      |                       |                       |
|  |                         |                         |                                |      |                       |                       |
|  |                         |                         |                                |      |                       |                       |
|  |                         |                         | (6전 4선승제) 도쿄 돔          |      |                       |                       |
|  |                         |                         |                                |      |                       |                       |
|  | 요미우리                | ☆○○○                    |                                |      |                       |                       |
|  | 요미우리                | ☆○○○                    | (3전 2선승제) 한신 고시엔 구장 |      |                       |                       |
|  |                         |                         | 히로시마                       | ★●●● |                       |                       |
|  | 한신                    | ●●                      | 히로시마                       | ★●●● |                       |                       |
|  | 한신                    | ●●                      |                                |      |                       |                       |
|  | 히로시마                | ○○                      |                                |      |                       |                       |
|  | 히로시마                | ○○                      |                                |      |                       |                       |
|  |                         |                         |                                |      |                       |                       |
|  |                         |                         |                                |      |                       |                       |
|  |                         |                         |                                |      |                       |                       |
|  |                         |                         |                                |      |                       |                       |

- ☆·★ = 파이널 스테이지 어드밴티지 부여에 따라 우선 승패를 나눠 가져감.

## 경기 일정

### 퍼스트 스테이지
- 1차전 : 10월 12일
- 2차전 : 10월 13일

### 파이널 스테이지
- 1차전 : 10월 16일
- 2차전 : 10월 17일
- 3차전 : 10월 18일

## 경기 결과

### 퍼스트 스테이지

#### 경기 기록
| 일시                       | 경기  | 원정팀(선공)       | 스코어 | 홈팀(후공)    | 개최 구장        |
| -------------------------- | ----- | ------------------ | ------ | ------------- | ---------------- |
| 10월 12일(토)              | 1차전 | 히로시마 도요 카프 | 8 - 1  | 한신 타이거스 | 한신 고시엔 구장 |
| 10월 13일(일)              | 2차전 | 히로시마 도요 카프 | 7 - 4  | 한신 타이거스 | 한신 고시엔 구장 |
| 승리팀: 히로시마 도요 카프 |       |                    |        |               |                  |

#### 1차전
- 10월 12일 - 한신 고시엔 구장

| 팀 | 1 | 2 | 3 | 4 | 5 | 6 | 7 | 8 | 9 | R | H  | E |
| 히로시마 | 0 | 0 | 0 | 1 | 3 | 0 | 0 | 0 | 4 | 8 | 13 | 0 |
| 한신 | 0 | 0 | 0 | 1 | 0 | 0 | 0 | 0 | 0 | 1 | 5  | 1 |
| 승리 투수: 마에다 겐타(1-0) 패전 투수: 후지나미 신타로(0-1) 홈런: 히로시마 – 킬라 카아이후(5회 3점), 마루 요시히로(9회 1점), 이와모토 다카히로(9회 3점) |   |   |   |   |   |   |   |   |   |   |    |   |

#### 2차전
- 10월 13일 - 한신 고시엔 구장

| 팀 | 1 | 2 | 3 | 4 | 5 | 6 | 7 | 8 | 9 | R | H  | E |
| 히로시마 | 0 | 0 | 0 | 0 | 0 | 2 | 1 | 3 | 1 | 7 | 11 | 0 |
| 한신 | 1 | 0 | 0 | 0 | 0 | 0 | 0 | 1 | 2 | 4 | 6  | 2 |
| 승리 투수: 브라이언 벌링턴(1-0) 패전 투수: 랜디 메신저(0-1) 홈런: 한신 – 니시오카 쓰요시(1회 1점), 히야마 신지로(9회 2점) |   |   |   |   |   |   |   |   |   |   |    |   |

### 파이널 스테이지

#### 경기 기록
| 일시                      | 경기       | 원정팀(선공)       | 스코어 | 홈팀(후공)        | 개최 구장 |
| ------------------------- | ---------- | ------------------ | ------ | ----------------- | --------- |
| 어드밴티지                | 어드밴티지 | 히로시마 도요 카프 |        | 요미우리 자이언츠 |           |
| 10월 16일(수)             | 1차전      | 히로시마 도요 카프 | 2 - 3  | 요미우리 자이언츠 | 도쿄 돔   |
| 10월 17일(목)             | 2차전      | 히로시마 도요 카프 | 0 - 3  | 요미우리 자이언츠 | 도쿄 돔   |
| 10월 18일(금)             | 3차전      | 히로시마 도요 카프 | 1 - 3  | 요미우리 자이언츠 | 도쿄 돔   |
| 승리팀: 요미우리 자이언츠 |            |                    |        |                   |           |

#### 1차전
- 10월 16일 - 도쿄 돔

| 팀 | 1 | 2 | 3 | 4 | 5 | 6 | 7 | 8 | 9 | R | H | E |
| 히로시마 | 0 | 2 | 0 | 0 | 0 | 0 | 0 | 0 | 0 | 2 | 8 | 1 |
| 요미우리 | 0 | 0 | 0 | 1 | 0 | 1 | 1 | 0 | X | 3 | 6 | 1 |
| 승리 투수: 야마구치 데쓰야(1-0) 패전 투수: 요코야마 류지(0-1) 세이브: 니시무라 겐타로(1S) 홈런: 요미우리 – 사카모토 하야토(6회 1점) |   |   |   |   |   |   |   |   |   |   |   |   |

#### 2차전
- 10월 17일 - 도쿄 돔

| 팀 | 1 | 2 | 3 | 4 | 5 | 6 | 7 | 8 | 9 | R | H | E |
| 히로시마                                                                                                | 0 | 0 | 0 | 0 | 0 | 0 | 0 | 0 | 0 | 0 | 3 | 0 |
| 요미우리                                                                                                | 0 | 0 | 3 | 0 | 0 | 0 | 0 | 0 | X | 3 | 6 | 0 |
| 승리 투수: 스가노 도모유키(1-0) 패전 투수: 마에다 겐타(0-1) 홈런: 요미우리 – 데라우치 다카유키(3회 3점) |   |   |   |   |   |   |   |   |   |   |   |   |

#### 3차전
- 10월 18일 - 도쿄 돔

| 팀                                                                                        | 1 | 2 | 3 | 4 | 5 | 6 | 7 | 8 | 9 | R | H | E |
| 히로시마                                                                                  | 1 | 0 | 0 | 0 | 0 | 0 | 0 | 0 | 0 | 1 | 3 | 0 |
| 요미우리                                                                                  | 0 | 0 | 1 | 1 | 1 | 0 | 0 | 0 | X | 3 | 7 | 0 |
| 승리 투수: 스기우치 도시야(1-0) 패전 투수: 노무라 유스케(0-1) 세이브: 니시무라 겐타로(2S) |   |   |   |   |   |   |   |   |   |   |   |   |

## 수상 선수
- MVP : 스가노 도모유키(요미우리)

## 같이 보기
- 2013년 퍼시픽 리그 클라이맥스 시리즈
- 2013년 일본 시리즈